# Лох Ней
Лох Ней (на английски: Lough Neagh; на ирландски: Loch nEathach, изговаря се най-близко до Лох Ня̀хах) e езеро в Северна Ирландия, на 30 km западно от Белфаст, най-голямото на Британските острови.
Разположено е на 16 m н.в., на платото Антрим. Простира от север на юг на протежение от 30 km, ширина 15 km, площ 396 km². Максимална дълбочина 25 m, средна 9 m, обем 3,528 km³, водосборен басейн 4550 km², от които 91% в Северна Ирландия и 9% в Република Ирландия. Бреговете му са ниски, частично заблатени, а на север – по-високи. В него се вливат няколко реки Бан, Мейн, Балиндери и др., а изтича река Бан, която се влива в залива Карлингтон Лох на Ирландско море.
Развино е местно корабоплаване. Езерото е богато на риба и предлага удобни места за туризъм. На североизточния му бряг е разположен град Антрим. Другите 6 населени места по крайбрежието са села: Тум (на северния бряг), Балироунан и Арбоу (на западния), Деритрасна (на южния) и Дъ Дайъмънд (на източния).